# 若望四世
教宗若望四世（拉丁語：Ioannes PP. IV；？—642年10月12日）原名和生年不详，于640年12月24日至642年10月12日任教宗。

## 譯名列表
- 若望四世：天主教香港教區禮儀委員會：禧年專頁 （页面存档备份，存于）、香港天主教教區檔案　歷任教宗、《大英簡明百科知識庫》2005年版、國立編譯舘 （页面存档备份，存于）作若望。
- 约翰四世：《世界人名翻譯大辭典》1993年版作約翰。